# Lap-Chee Tsui
Lap-Chee Tsui (né le 21 décembre 1950) est un généticien canadien d'origine chinoise et est le 14e vice-chancelier et président de l'université de Hong Kong.

## Vie privée
Il grandit à Kowloon, Hong Kong et fréquente Homantin Government Secondary School (zh).
Il étudie la biologie au New Asia College de l'université chinoise de Hong Kong et obtient un B.Sc. en 1972 et un M.Phil. en 1974. Sur la recommandation de son mentor à la CUHK, il poursuit ses études supérieures aux États-Unis et obtient son doctorat de l'université de Pittsburgh en 1979. Il devient chercheur postdoctoral et boursier postdoctoral en 1979 au Laboratoire national d'Oak Ridge, Tennessee, puis rejoint le département de génétique de l'hôpital pour enfants malades de Toronto en 1981.

## Carrière
De 1981 à 2002, Tsui poursuit ses recherches et son enseignement à l’Hôpital pour enfants malades et à l’université de Toronto. Avant sa nomination au poste de vice-chancelier, il est généticien en chef et directeur du programme de génétique et de biologie génomique de l'Institut de recherche de l'Hôpital pour enfants malades et cofondateur (avec Steve Scherer) du Centre de génomique appliquée. Il est également titulaire de la chaire HE Sellers en fibrose kystique et professeur d’université à l’université de Toronto. Il est président de l'Organisation du génome humain (HUGO), l'organisation internationale des scientifiques impliqués dans le projet génome humain, de 2000 à 2002.
Il est nommé vice-chancelier de l'université de Hong Kong (HKU) en mai 2002 et prend ses fonctions de quatorzième vice-chancelier de l'université à compter du 1er septembre 2002. En octobre 2011, il décide de ne pas solliciter un nouveau mandat. Il reste en poste jusqu'en octobre 2013.

## Contributions académiques
Tsui est internationalement reconnu en 1989 lorsque lui et son équipe identifient le gène défectueux, à savoir le régulateur de la conductance transmembranaire de la fibrose kystique (CFTR), qui cause la fibrose kystique, ce qui constitue une avancée majeure dans la génétique humaine. Il apporte également des contributions significatives à l’étude du génome humain, en particulier à la caractérisation du chromosome 7 et à l’identification de gènes de maladies supplémentaires.
Tsui reçoit de nombreux prix et distinctions avec notamment les titres de scientifique distingué du Conseil de recherches médicales du Canada, de membre de la Société royale du Canada, de membre de la Royal Society de Londres, de membre de l'Academia sinica, d’associé étranger de la National Academy of Sciences (États-Unis), de membre honoraire du Royal College of Physicians (Royaume-Uni) et de membre honoraire de la World Innovation Foundation.
En 1991, il est nommé Officier de l'Ordre du Canada et, en octobre 2007, il est fait Chevalier de la Légion d'Honneur de France. Il reçoit également l’Ordre de l'Ontario et le titre de juge de paix (RASHK) du gouvernement de la RAS de Hong Kong. En 2012, il est intronisé au Temple de la renommée médicale canadienne.